# Prvoslav Mihajlović
Prvoslav Mihajlović, född 13 april 1921 i Valjevo, död 28 juni 1978 i Belgrad, var en jugoslavisk fotbollsspelare.
Han blev olympisk silvermedaljör i fotboll vid sommarspelen 1948 i London.